# Movimento Revolucionário Tiradentes (1969-1971)
Movimento Revolucionário Tiradentes (MRT) foi uma organização que atuou na luta armada contra a ditadura militar brasileira e que existiu entre setembro de 1969 e abril de 1971. Durante esse período, foi responsável por uma série de ações guerrilheiras que buscavam desestabilizar regime e, ao mesmo tempo, reorganizar a classe trabalhadora para realizar uma revolução socialista. Ao contrário da maioria das organizações guerrilheiras daquele período, formadas majoritariamente por estudantes, o MRT possuía quase que exclusivamente membros operários em sua composição.
A organização foi formada a partir de uma reunião em Campos do Jordão, reunindo o grupo que orbitava em torno de Devanir José de Carvalho e de Plínio Petersen Pereira, egressos da Ala Vermelha. Foi batizado como Movimento Revolucionário Tiradentes em homenagem ao grupo de mesmo nome, vinculado às Ligas Camponesas, que atuou entre 1961 e 1962, bem como para confundir a repressão. Atuando em um período em que as outras organizações da esquerda armada passavam por dificuldades, o MRT buscou articular-se com outros grupos revolucionários, como a Ação Libertadora Nacional (ALN) e a Vanguarda Popular Revolucionária (VPR), na realização das ações de expropriação, de sabotagem e de propaganda.
Entre suas principais ações, constam o assalto a um carro blindado da transportadora de valores Brink's, considerada uma das ações mais lucrativas da luta armada no Brasil, e o assassinato do empresário Henning Albert Boilesen, em represália ao assassinato de Devanir de Carvalho, quando a organização já se encontrava bastante fragilizada. O MRT foi desarticulado pela repressão em abril de 1971, após o início de uma série de prisões de ex-militantes, cujas informações extraídas pela repressão, levaram aos membros da organização a um efeito dominó que levou o grupo a encerrar suas atividades.

## História

### Fundação
O Movimento Revolucionário Tiradentes foi fundado por ex-militantes da Ala Vermelha. A Ala, que surgiu como uma dissidência do Partido Comunista do Brasil (PCdoB), havia optado pela estratégia da luta armada em 1967, e no ano seguinte realizou expropriações, que a princípio deveriam se dar somente no centro urbano de São Paulo e serviriam para financiar a implantação de um foco revolucionário nas zonas rurais, com o objetivo de criar as condições para a guerra popular prolongada. Essas ações eram realizadas pelo Grupo Especial Nacional (GEN), braço armado da organização. Entretanto, tais ações passaram a ser reavaliadas pela direção da Ala Vermelha, que passou a ser crítica da atuação guerrilheira exclusiva no centro urbano de São Paulo, desautorizando novas empreitadas do GEN. Esse posicionamento desagradou alguns dos militantes da Ala, especialmente aqueles que integravam o GEN.
Em meados de 1969, ocorreu uma reunião entre os membros da direção da Ala Vermelha, Derly José de Carvalho e Élio Cabral de Souza, com os integrantes do GEN, Aderval Alves Coqueiro, Devanir José de Carvalho e um militante de codinome "Roberto". Nesta reunião, os membros do GEN propuseram a intensificação das ações armadas, o que não foi aceito pelos membros da direção, que anunciaram que pretendiam dissolver o grupo e integrá-los ao trabalho político junto às classes populares. Não aceitando o acordo, e frente à recusa de suas propostas, os militantes do GEN declararam-se afastados da Ala Vermelha, ainda que não tenham rompido definitivamente com a organização. Os dissidentes tornaram o GEN independente da direção nacional da Ala Vermelha e passaram a atuar como Grupo Especial Nacional Revolucionário (GENR), agindo sem a autorização dos dirigentes da Ala. Em resposta, a Ala Vermelha dissolveu o GEN, e estabeleceu que as ações armadas nos centros urbanos deveriam ter apenas aspectos políticos e de captação de recursos. Nenhuma outra ramificação da Ala seria criada para se dedicar a essas ações, que seriam colocadas em prática por militantes determinados pela direção da organização. O GENR, no entanto, continuou realizando ações à revelia da Ala Vermelha, realizando, em maio de 1969, um assalto ao Banco de Crédito Nacional, instalado dentro da Mercedes-Benz, acusada de financiar os órgãos de tortura e repressão do governo. Em abril do mesmo ano, o grupo realizou a expropriação de uma perua de valores do Banco Francês e Italiano, depois de uma intensa troca de tiros que levou ao falecimento de Francisco Bento da Silva, funcionário de uma empresa de segurança bancária, e Luiz Pereira da Silva, funcionário do banco. Também em abril, a organização realizou um ataque à empresa de ônibus Jurema, em resposta ao aumento das tarifas do transporte público.
Em razão das ações armadas, a Ala Vermelha foi fortemente reprimida pelos militares. A organização, entendendo que as ações armadas na cidades se mostravam ineficazes em seus objetivos de motivar o proletariado urbano a sublevar-se e de estabelecer de fato uma guerrilha nas zonas rurais, partiu para uma mudança de tática, visando a educação, a preparação e a organização das classes populares para a luta política e a luta armada. Aqueles militantes que procuravam se inserir em ações revolucionárias mais imediatas deixaram a Ala Vermelha após essa mudança. Alguns deles ingressaram na Ação Libertadora Nacional (ALN), enquanto os demais, agregados em torno das lideranças de Devanir José de Carvalho e Plínio Petersen Pereira, fundaram o Movimento Revolucionário Tiradentes (MRT).
Em setembro de 1969, ocorreu uma reunião em Campos do Jordão, no interior de São Paulo, na qual estiveram presentes os grupos agregados em torno de Devanir de Carvalho e Plínio Petersen, representantes da Vanguarda Armada Revolucionária Palmares (VAR-Palmares), do Partido Operário Comunista (POC) e da Rede Democrática (REDE). Após as discussões iniciais, as linhas políticas de cada organização pareciam bem definidas, havendo liberdade para os militantes que participaram da reunião de tomar a decisão que mais lhe agradasse, podendo optar por se inserir em qualquer uma dos agrupamentos ali representados. Assim, Devanir de Carvalho, Plínio Petersen, Waldemar Andrew, Armênio de Souza Rangel, Nelson Ferreira, João Moraes, Antônio André Camargo Guerra, Jorge Kurban Abraão e outros integrantes do GENR decidiram aderir a um novo agrupamento que resultou daquele encontro, que viria a ser batizado como Movimento Revolucionário Tiradentes (MRT). Os demais presentes decidiram-se pelo ingresso na VAR-Palmares.
Foi somente alguns dias depois desse encontro que a organização foi batizada. A escolha do nome "Movimento Revolucionário Tiradentes" fazia alusão às origens mais remotas da Ala Vermelha, cujos membros fundadores de maior destaque, como Diniz Cabral Filho, Élio Cabral de Souza e Tarzan de Castro, fizeram parte do movimento de mesmo nome ligado às Ligas Camponesas. Esse nome também foi escolhido para confundir a repressão, a fim de levar os órgãos repressivos a pensar que se tratava de fato da organização que havia atuado no início da década de 1960. Da mesma forma, para o grande público, a presença de ações do MRT, sigla dada como desbaratada pela repressão, poderia desmoralizar o governo militar, da mesma forma que fizeram os militantes da Dissidência Comunista da Guanabara quando assumiram a sigla do Movimento Revolucionário 8 de Outubro (MR-8), outra organização dada como vencida pela repressão.

### Primeiras ações
Desde o início, o MRT buscou viabilizar o maior número possível de ações armadas na região metropolitana de São Paulo. Para isso, buscou articular-se com outras organizações guerrilheiras de esquerda. Logo após a reunião na qual o MRT foi fundado, os militantes decidiram realizar uma expropriação em um supermercado na Avenida Santo Amaro, em conjunto com a REDE, mas que acabou não ocorrendo por que uma viatura da Rádio Patrulha interceptou o grupo formado por Devanir, Armênio, Waldemar e militantes da REDE, havendo troca de tiros e a morte de um soldado.
Algum tempo depois, o MRT realizou junto a REDE um assalto a um carro pagador do Instituto Nacional de Previdência Social (INPS), ação na qual um funcionário do INPS foi morto. Outra expropriação em conjunto com a REDE foi realizada em 8 de setembro, na agência da Light, no bairro de Belém, em São Paulo, comandada por Devanir de Carvalho e Eduardo Collen Leite. Também participaram dessa ação os militantes Gilberto Faria Lima, James Allen da Luz, Geraldo Virgílio Godoy e outro identificado apenas como Ismael.
Em fins de 1969, após o bem sucedido sequestro do embaixador estadunidense Charles Burke Elbrick, a repressão se abateu ainda mais sobre os grupos armados da esquerda revolucionária. Carlos Marighella, principal líder da ANL, foi assassinado, e diversos militantes caíram vítimas da repressão. As organizações revolucionárias decidiram criar uma frente para articular as ações armadas entre si, somando esforços e buscando a união, ainda que sem propor uma fusão em uma única e grande organização. MRT, ALN, VPR, POC e REDE participaram de uma reunião em dezembro 1969 para a criação de uma frente armada revolucionária. Devanir de Carvalho, líder do MRT, teve um papel importante na construção dessa frente. Na reunião, foi elaborado um documento intitulado "Projeto de declaração", com sete pontos que as organizações concordavam para garantir o objetivo de contribuir para uma "revolução dos trabalhadores no Brasil", como uma maior articulação entre as ações dessas organizações revolucionárias; a realização de reuniões sistemáticas com um ou dois representantes de cada um dos agrupamentos que compunham a frente; a decisão de que se a realização das ações, o modo e a participação de cada organização fossem decididos de maneira unânime pelas signatárias, a ação poderia ser assinada em nome da frente; o conhecimento técnico das ações ficaria restrito aos participantes das reuniões preparatórias; as organizações deveriam apoiar-se mutuamente, logística e financeiramente; as organizações que compunham a frente se reconheceriam enquanto organizações revolucionárias e a frente estaria aberta para outras organizações que aceitassem tais termos; e por fim, para além das reuniões sistemáticas e ações conjuntas, se reconhecia a necessidade de se desenvolver discussões ideológicas entre os militantes, por meio de documentos e dentro das normas de respeito mútuo. Ficou decidido que Devanir de Carvalho e Plínio Petersen ficariam responsáveis pela representação do MRT nessa frente.

### Assaltos, panfletagens e sabotagens
Logo na reunião que formou a frente armada, foi combinada uma expropriação simultânea em dois bancos situados na Avenida Brigadeiro Luís Antônio. A ação foi realizada no dia 29 de dezembro de 1969, em uma ação conjunta na qual os militantes assaltaram ao mesmo tempo o Banco Mercantil de São Paulo e o Banco Itaú. Devanir de Carvalho, Plínio Petersen e Waldemar Andrew participaram da ação pelo MRT. O dinheiro expropriado ficou com Guiomar Lopes, e mais tarde foi repartido entre ALN, MRT e REDE. Essa ação também teve um caráter simbólico, uma vez que as organizações guerrilheiras pretendiam retomar ações significativas que demonstrassem a sua força e organização após o assassinato de Marighella.
Depois dessa, uma série de outras ações articuladas pela frente ocorreram em São Paulo. Essas ações, em sua maioria, eram voltadas para a captação de recursos que garantissem a manutenção das organizações guerrilheiras e para possibilitar a instauração das mesmas no campo, para estabelecer uma guerrilha rural.
No início de maio de 1970, nova ação foi empreendida, dessa vez contra a Companhia de Cigarros Souza Cruz, localizada na Avenida Lins Vasconcelos, em uma ação coordenada por Eduardo Leite, pela REDE; Devanir de Carvalho, Antônio Guerra, Plínio Petersen, Waldermar Andrew e José Rodrigues Ângelo Junior, pelo MRT; e Fernando Sanna Pinto e Jayme de Almeida pelo Movimento Revolucionário Marxista (MRM), organização que passou a atuar de maneira muito próxima ao MRT. No final do mês, foi realizado um assalto ao Banco do Brasil, no Jabaquara, na qual houve intensa troca de tiros que resultou em vítimas entre os seguranças do banco e um militante da ALN. Devanir de Carvalho e Antônio Guerra participaram da ação.
No dia 7 de setembro, Dia da Independência, foi pensada uma ação de propaganda que ferisse a imagem construída pela ditadura militar em torno da data. Nesse dia, hove uma panfletagem realizada com Yoshitane Fujimori, Ubiratan de Souza, José Raimundo da Costa e Delci Fensterseifer da VPR; e Devanir de Carvalho, Joaquim Alencar de Seixas, que havia se inserido do MRT em meados de 1970, e outro militante não identificado, também do MRT. Nessa ação, foram usados balões de borracha inflados com gás, nos quais foram atados os panfletos e lançados sobre a cidade de São Paulo. Os panfletos continham um texto intitulado "Por uma independência de verdade", sendo assinado pelo MRT, ALN e VPR, cujo conteúdo era o seguinte:
A verdadeira independência do Brasil ainda está para se fazer. Primeiro eram os portugueses que mandavam aqui, depois os ingleses. Agora são os americanos que dão as ordens. Tiradentes foi morto e esquartejado porque lutou pela independência do Brasil. Hoje, as forças armadas, instruídas pelos americanos, torturam e matam os que lutam pelo povo brasileiro e pela verdadeira independência do Brasil, como o operário Olavo Hansen, o estudante Edson Luís, o padre Henrique Pereira, o sargento Manoel Raimundo Soares, o patriota Carlos Marighella. A verdadeira independência do Brasil só será feita pelo povo em armas, expulsando os americanos e instaurando um regime que acabe com a fome dos trabalhadores e a exploração dos brasileiros. No voto, na conversa ou no grito não vai.— Por uma independência de verdade. Panfleto assinado pela frente armada, 7 de setembro de 1970.
Ainda em setembro, o MRT participou de outra ação da frente, que produziu um resultado financeiro menor apenas do que o assalto ao cofre de Adhemar de Barros. No dia 15 daquele mês, militantes da ALN, MRT e VPR interceptaram um carro blindando da transportadora de valores Brink's, rendendo a guarnição do carro transportador e arrecadando cerca de 460 mil cruzeiros novos. Teriam participado da ação Antônio Guerra, Devanir de Carvalho, Joaquim Alencar de Seixas e José Rodrigues Ângelo Junior, do MRT; além de Yoshitane Fujimore, Gregório Mendonça e José Maria Ferreira Araújo, da VPR; e José Milton Barbosa e Carlos Eugênio Paz, da ANL. O sucesso dessa expropriação incentivou novas ações desse tipo, porém, os dois ataques seguintes a carros da Brink's falharam. Num deles, no bairro do Paraíso, a 14 de dezembro, a guarnição revidou e do tiroteio resultou a morte de um dos guardas. Desse assalto frustrado, participaram Devanir de Carvalho, Joaquim Alencar Seixas, Antônio Guerra, Gilberto Faria Lima e Dimas Antônio Casemiro, em sua primeira ação pelo MRT.
Ainda em 1970, o MRT abrigou em seus "aparelhos" o guerrilheiro Carlos Lamarca. Quando Lamarca saiu do Vale do Ribeira, na região de Registro, no sul do estado de São Paulo, onde a VPR montava um esquema de treinamento de guerrilha que foi descoberto pela repressão, foi prontamente acolhido pelo líder do MRT, Devanir de Carvalho. Depois, seguiu para o "aparelho" de Joaquim Alencar de Seixas, onde ocorreram discussões sobre as ações de guerrilha e sabotagem a serem realizadas, além da produção de documentos e manifestos para as ações panfletárias. No final de novembro, Lamarca foi escoltado por carros do MRT rumo à capital carioca, onde iria comandar o sequestro do embaixador suíço Giovanni Enrico Bucher.
No decorrer de janeiro de 1971, o MRT participou de mais uma série de ações armadas. Outro ataque a um carro forte foi realizado, mas na ocasião, o veículo pagador acabou furando o cerco feito pelos militantes. Outra ação foi realizada pelo MRT em conjunto com a ALN, dessa vez, um assalto à perua do Banco Andrade Arnoud, na Rua Lavapés, na capital paulista, no qual foram expropriados cheques, uma carabina e dois revólveres. A maior parte dos militantes que participaram dessa ação era do MRT: Antônio Guerra, Devanir de Carvalho, Dimas Casemiro, Gilberto Faria Lima e José Rodrigues Ângelo Junior. Da ALN, participaram Carlos Eugênio Paz, Gregório Mendonça, Antônio Sérgio de Mattos e José Milton Barbosa. O MRT também participou de três assaltos à supermercados ao longo do mês. O Supermercado Pão de Açúcar, da Rua São Gabriel, foi alvo de duas ações em um intervalo de uma semana. Desses dois assaltos, teriam participado Guerra, Devanir, Casemiro, Joaquim Alencar Seixas e seu filho, Ivan Seixas, que recentemente ingressara no MRT; Fernando Sanna Pinto e Job Alves dos Santos, pela Organização Partidária Classe Operária Revolucionária (OPCOR), nova alcunha adotada pelo antigo MRM; e Carlos Eugênio Paz, José Milton Barbosa e Antônio Sérgio de Mattos, da ALN. O outro assalto foi realizado no final do mês, ao supermercado Peg-Pag, em uma ação coordenada por Devanir de Carvalho.
Em fevereiro, o MRT participou de uma expropriação realizada na Metalúrgica Mangels, então na Avenida Presidente Wilson, na capital paulista, rendendo cerca de 270 mil cruzeiros novos e armamentos pertencente à segurança do local. Depois, foi realizada uma ação contra uma firma de máquinas tipográficas, situada na Rua Vergueiro, quando foram expropriadas máquinas tipo offset, acessórios e algum dinheiro. Essa ação foi realizada exclusivamente por militantes do MRT, porém esses instrumentos seriam utilizados para a produção de panfletos para toda a frente.
Em março, um informe do Departamento de Ordem Política e Social (DOPS) relatou um assalto a uma joalheria na Rua Amália de Noronha, no Sumaré, em São Paulo, que teria sido realizado por militantes do MRT, MR-8 e ALN, no dia 29. No dia 30, às vésperas do sétimo aniversário do golpe militar de 1964, a frente tentou realizar uma ação de sabotagem, cujo objetivo era explodir a ponte do Jaguaré, sobre o rio Pinheiros, na capital paulista. Os militantes do MRT, MR-8 e ALN dinamitaram a ponte com explosivos caseiros e fecharam o trânsito em ambos os sentidos, chegando a alvejar um ônibus da companhia Viação Nacional. No local, os militantes deixaram latas de óleo acesas e "farto material de propaganda subversiva".
O grupo também lançou, em 1971, o jornal Voz Guerrilheira, descrito como seu órgão oficial. O periódico circulava clandestinamente e buscava divulgar as concepções ideológicas e projetos políticos do MRT. Dimas Casemiro era o responsável pelo pelo periódico, que teve somente duas edições.

### Sequestros
O MRT também chegou a planejar, junto a frente, alguns sequestros, dos quais pelo menos um foi bem sucedido: o de Nobuo Okushi, cônsul japonês em São Paulo, uma das principais ações da frente da qual o MRT tomou parte. Essa ação contribuiu para a consolidação de uma rede de solidariedade entre as organizações guerrilheiras que iam se articulando no início de 1970.
O sequestro de Okushi foi planejado quando Chizuo Osava, conhecido como "Mário Japa" e um dos dirigentes da VPR, foi capturado pela repressão governamental no início de março de 1970. Na ocasião, Osava teria batido o carro que dirigia, ficando desacordado. Um guarda de trânsito que estava no local foi socorrê-lo e encontrou no carro armas, munições e documentos da organização. O guarda então chamou a polícia e Osava caiu nas mãos da equipe de torturas de Sérgio Fleury. Se Osava não resistisse às torturas, o risco da VPR ser desarticulada era grande. Dessa forma, os militantes articulados na frente começaram a planejar um sequestro para libertar Osava, decidindo-se pelo cônsul japonês. A ideia de sequestrar Nobuo Okushi foi sugerida inicialmente em tom de gozação, quando o militante José Raimundo da Costa, da VPR, propôs que se trocasse "um japonês por outro". Como tal ação teria um certo impacto, tanto a nível internacional quanto entre a comunidade japonesa na cidade de São Paulo, os militantes decidiram levá-la a cabo. Além de Osava, os militantes pediam a liberdade de Damaris Lucena, viúva de Antônio Raymundo Lucena, um operário que havia sido assassinado pela repressão, em 20 de fevereiro daquele ano, ambos da VPR, junto com seus três filhos; Otávio Ângelo, da ANL; Diógenes Carvalho, da VPR; e a freira Maurina Borges da Silveira, que havia sido presa por emprestar uma sala para militantes das Forças Armadas de Libertação Nacional (FALN), de Ribeirão Preto.
Ladislau Dowbor, da VPR, Devanir de Carvalho, do MRT, e Eduardo Leite, da REDE, foram os responsáveis pela captura do diplomata japonês. Dowbor comandou a ação, que ocorreu no dia 11 de março. Devanir de Carvalho, do MRT, bloqueou a rua com o seu carro durante o sequestro, enquanto Eduardo Leite conduziu o cônsul ao seu "aparelho", no qual Okushi ficou confinado durante as negociações. Quatro dias depois, os militares libertaram os presos políticos, enviando-os para o México e conferindo uma vitória aos guerrilheiros.
O MRT planejou outro sequestro em 1970, dessa vez, mal sucedido. Em novembro, Eduardo Leite, que na altura já havia ingressado na ANL, caiu nas mãos da repressão e foi posto sob tortura. A ALN e o MRT procuraram realizar um sequestro para libertar Leite e outros presos políticos. O escolhido foi o comandante do II Exército. A ação seria realizada quando o comandante fosse adentrar em uma igreja na Rua Joaquim Távora, em São Paulo. Porém, assim que os militantes o capturaram , camionetes do Exército chegaram ao local. Ante a inevitabilidade do conflito entre os guerrilheiros e as forças do Exército, o próprio comandante puxou as negociações, para evitar baixas dos dois lados. Os militantes soltaram o comandante e partiram do local, sem trocar tiros com o Exército. A ação terminou sem que nenhum militante fosse vitimado pela repressão, porém não houve sucesso em capturar o comandante do II Exército e garantir a liberdade de Eduardo Leite.
Relatos afirmam que havia também um plano da frente para que se realizasse um sequestro múltiplo, para libertar todos os presos políticos do país. O MRT e o MR-8, entretanto, argumentavam que o plano seria realizado com recursos materiais precários, e se chocaria com o provável endurecimento do governo, resultando em uma maior repressão. A ANL seguiu a mesma posição. De fato, a esquerda armada vinha sofrendo diversas baixas que impossibilitariam a realização do plano. Originalmente, eram previstos três sequestros consecutivos, em São Paulo, no Rio de Janeiro e no Nordeste, com a intenção de libertar duzentos presos políticos. Porém, militantes do  do Partido Comunista Brasileiro Revolucionário (PCBR) foram presos no Nordeste, inviabilizando qualquer ação naquela região, e pouco tempo antes, Joaquim Câmara Ferreira, o líder da ANL que havia assumido o lugar de Marighella, foi morto pela repressão. Isolada, a VPR decidiu realizar por conta o sequestro do diplomata suíço Giovanni Enrico Bucher.

### Repressão, assassinato de Henning Boilesen e desarticulação
Após o sequestro do diplomata suíço pela VPR, a repressão recrudesceu ainda mais sobre as organizações da esquerda armada. Logo no primeiro semestre de 1971, começaram uma série de prisões que viriam a desarticular o MRT. No dia 5 de fevereiro, Aderval Alves Coqueiro foi morto pela repressão. Depois de seu assassinato, Waldemar Andrew, ex-militante do MRT foi preso, iniciando um efeito dominó que levou à queda da organização. Sua prisão se deu em decorrência do desbaratamento da Ala Vermelha e a investigação sobre o histórico de ações da organização, chegando-se na informação de que a Ala havia atuado em Votuporanga, no interior de São Paulo, onde alguns de seus militantes, naturais da região, passaram a militar no MRT. Um deles era Waldemar Andrew, que havia se desligado do MRT em 1970, mas foi delatado por Edgard de Almeida Martins, dirigente da Ala Vermelha. Waldemar foi preso e torturado pelos militares do DOI-COIDI, que procuravam obter informações sobre o paradeiro de Carlos Lamarca. Não resistindo às torturas, delatou militantes do MRT.
Em documento confidencial do DOPS, afirma-se que no interrogatória de Waldemar, em 7 de fevereiro de 1971, foi revelado que um dos indivíduos mais próximos a Devanir de Carvalho era um militante conhecido como "Márcio", cuja identidade ainda não se sabia. Porém, Waldemar forneceu dados que possibilitaram a identificação de "Márcio", chegando ao conhecimento da repressão que esse militante era um bancário, oriundo do interior, e que teria tirado carteira de motorista entre setembro de 1970 e fevereiro de 1971. Após doze dias de investigação, descobriram a verdadeira identidade de "Márcio", Antônio André Camargo Guerra. Sua prisão foi efetuada em 3 de abril de 1971. A partir da sua prisão, foi facilitada a localização do "aparelho" de Devanir de Carvalho.
No dia 5 de abril, Devanir de Carvalho teria um encontro com Job Alves dos Santos, da OPCOR. Job Alves dos Santos havia sido preso no dia 27 de março e informou os agentes da repressão sobre o encontro, que deveria acontecer às 10h da manhã na rua Alencar Araripe, na altura do prédio de número 1000. Entretanto, a informação de que a OPCOR havia sido desarticulada pela repressão chegou até o líder do MRT. Carlos Eugênio da Paz, da ALN, advertiu Devanir para que não comparecesse ao encontro. Com essas informações, e sabendo de pelos algumas das prisões de militantes do MRT, Devanir de Carvalho foi ao "aparelho" de Domingos Quintino dos Santos no dia em que deveria ocorrer o encontro com Job Alves dos Santos. Devanir pretendia transferir parte do armamento da organização que se encontrava naquela "aparelho" para outra localização mais segura. Chegando lá, ao avistar a polícia, sacou sua metralhadora e trocou tiros com as autoridades, morrendo no local.

O corpo de Henning Albert Boilesen, morto por um comando conjunto do MRT e da ANL.

Em represália, um comando conjunto do MRT e da ALN assassinou, no dia 15 de abril, o empresário Henning Albert Boilesen, presidente do Grupo Ultra e ativo colaborador do DOI-CODI. Boilesen vinha dirigindo seu carro pela rua Barão de Capanema, sendo seguido pelos militantes em dois Volskwagen azuis. Ao atingir o cruzamento com a Alameda Casa Branca, pressentindo o perigo, Boilesen abandonou o carro, tentou correr e foi alvejado com um tiro nas costas, dando alguns passos e caindo atrás de um carro que se encontrava estacionado na rua Barão de Capanema. Nesse momento, um dos militantes teria metralhado a vítima já caída. Durante a ação, os motoristas lançaram grande quantidade de panfletos, informando que haviam assassinado Boilesen para vingar a morte do líder do MRT. Teriam participado da ação Dimas Casemiro, Gilberto Faria Lima e Joaquim Alencar Seixas, do MRT, e Carlos Eugênio Paz, José Milton Barbosa e Iuri Xavier Pereira, da ALN.
Após a morte de Devanir de Carvalho, o comando do MRT passou a ser exercido por Gilberto Faria de Lima e Dimas Casemiro. Entretanto, após o "justiçamento" de Boilesen, o MRT seria totalmente desarticulado. No dia 16 de abril, Joaquim Alencar de Seixas e seu filho, Ivan Seixas, foram presos e levados ao DOI-CODI. Joaquim morreu em decorrência das torturas. Após a prisão dos Seixas, Dimas Casemiro foi assassinado pela repressão no dia 17. Com a maioria dos membros da organização presos ou mortos, o MRT deixava de existir.

## Linha política
O MRT se definia uma organização marxista-leninista, revolucionária e anti-imperialista. Davam destaque à atuação guerrilha nos centros urbanos, mas sem perder de vista o estabelecimento da guerra popular nas zonas rurais do Brasil. Como outras organizações da esquerda armada daquele período, o MRT entendia que uma das razões que tinham levado à inação da esquerda frente ao golpe militar de 1964 era o burocratismo característico do Partido Comunista Brasileiro (PCB), a força de esquerda hegemônica até então. As excessivas discussões teóricas eram criticadas pelo MRT, priorizando a ação ao invés da teoria.
Em sua Carta de Princípios, escrita em meados de 1970, o MRT colocava a união das organizações revolucionárias como sendo essencial para o desenvolvimento do processo revolucionário, além de reforçar a primazia da prática em relação à teoria, colocando a primeira como elemento ratificador ou retificador da segunda. A ideia de união entre as forças revolucionárias orientou a atuação do MRT junto a outras organizações armadas, visando uma futura fusão em um grande grupo revolucionário em um estágio de luta avançado. A Carta de Princípios ainda definia as diretrizes político-ideológicas do MRT, adotando uma linha geral marxista-leninista e anti-imperialista; propondo uma organização baseada no centralismo democrático, além da defesa da solidariedade revolucionária e internacionalista; adoção da estratégia da guerra popular prolongada desenvolvida dentro das condições e realidades brasileiras, através da união entre operários e camponeses; e a implantação da ditadura do proletariado para atingir o socialismo.
Em um documento de 7 de fevereiro de 1971, intitulado "Reflexões sobre o desenvolvimento da luta armada no Brasil", foi traçado um panorama histórico que contextualizava as ações armadas e sugeria um caminho tático a ser seguido. O documento, assinado por Gilberto Faria Lima e Dimas Casemiro, era marcado por um estudo do início da ditadura militar brasileira e da luta armada iniciada pelas organizações de esquerda. Além de caracterizar a ditadura então vigente como fascista, reafirmava-se a convicção na concepção da guerra popular prolongada, revelando a influência que maoísmo constituía sobre a organização, ainda que observando que o caminho para se construir tal objetivo tivesse que ser com a utilização de técnicas de luta distantes daquelas preconizadas pelos chineses.
O documento apontava que, embora a atividade revolucionária tivesse tido seu ápice entre 1968 e 1969, isolando a ditadura no plano político interno, ela não conseguiu capitalizar o descontentamento da massa em torno de reivindicações políticas, nem tampouco atacando suas bases econômicas, consideradas pelo MRT como o principal sustentáculo do sistema, que garantiria a continuidade da ditadura militar no poder. Considerando que a esquerda em geral estaria impossibilitada de contar com a participação maciça das classes populares no processo revolucionário a curto ou médio prazo, em razão da escalada repressiva após o decreto do AI-5, o MRT sugeria como saída tática o desenvolvimento de ações de sabotagem para minar a base econômica na qual se assentava o regime militar. Com um desgaste político total e um poder econômico constantemente ameaçado, os militantes da organização consideravam que a ditadura entraria em colapso. Esse documento foi aprovado pelo comando do MRT e passou a configurar a linha política oficial da organização, de modo que suas ações passaram a ser focadas na guerrilha urbana, ficando o objetivo de instalar-se no campo em segundo plano. As duas últimas ações armadas do grupo, como a tentativa de explodir a ponte do Jaguaré e o assassinato de Henning Boilesen, exemplificaram tal metodologia que priorizava a sabotagem e atentados contra as bases econômicas do regime. Incitando-se a ditadura militar nos centros urbanos, acreditava-se que a tarefa das organizações que fossem se instalar nas zonas rurais seria facilitada.

## Organização
O MRT se estruturou de maneira diferenciada durante o tempo em que esteve ativo, fruto de suas contradições internas e do fluxo de militantes que se afastavam ou se aproximavam da organização.
Na fundação do MRT, em setembro de 1969, a estrutura da organização já havia sido colocada em pauta. Na ocasião, ficou decidido que o MRT teria um comando vitalício formado pelos membros fundadores que estavam presentes na reunião de Campos de Jordão: Devanir de Carvalho, Plínio Petersen, Waldemar Andrew, Armênio Souza, Nelson Ferreira, Jorge Kurban Abraaão, João Moraes e Antônio Guerra. A estrutura da organização seria baseada nos moldes daquela do PCdoB.
Em maio de 1970, houve um reunião para rediscutir a questão do comando da organização e que implicou em uma mudança em sua estrutura, e também deu início a uma série de divergências políticas que afastaram alguns militantes da organização. Com a saída de militantes que formavam o comando vitalício, se fez uma proposta inicial de que o comando fosse integrando por Devanir e Plínio, ideia proposta por Devanir. Plínio, por sua vez, indicou para o comando da organização, além dele mesmo, Devanir e Waldemar Andrew, proposta que acabou sendo aceita após discussões acaloradas. Em reuniões posteriores, Devanir teria percebido que Plínio estava se "apossando" do comando real da organização, pois tudo o que ele propunha era apoiado por Waldemar, determinando a maioria de votos e, consequentemente, o acatamento das decisões. Devanir, que era de fato o fundador da organização e seu chefe, estava perdendo a sua posição e temia que a organização desviasse do seu escopo primordial. Em razão disso, Devanir rompeu com Petersen, apoiado por Antônio Guerra e pelas outras organizações guerrilheiras que compunham a frente armada. Petersen, Waldemar e Armênio Souza então se afastaram do MRT.
Após o afastamento destes militantes, que participaram da organização desde sua fundação, a família de Joaquim Alencar de Seixas, Dimas Casemiro e Gilberto Faria Lima ingressaram no MRT, permanecendo na organização até o final. Em meados de 1970, então, o comando do MRT passou a ser formado por Devanir de Carvalho, Antônio Guerra e Joaquim Seixas. Nessa época se estreitaram os contatos com ex-militantes da Ala Vermelha de Minas Gerais, e apesar de uma fusão com esse grupo não ter sido efetuada, os militantes mineiros fundaram o MRM, organização que logo migrou para São Paulo e passou a atuar junto ao MRT, contando inclusive com seu apoio e suporte logístico e financeiro.
Em março de 1971, pouco antes da desarticulação da organização, o comando do MRT foi alterado, e Dimas Casemiro passou a integrá-lo no lugar de Joaquim Seixas. Joaquim Seixas teria sido afastado em razão de fatores que ameaçavam a segurança dos militantes, como dirigir os veículos da organização em alta velocidade; demonstrar possuir pouco cuidado como motorista; frequentemente e involuntariamente fechar outros veículos, ofendendo os condutores dos automóveis; e que, agindo dessa maneira, colocava em risco sua própria integridade física e a dos militantes que eram conduzidos. Com esta alteração, o MRT passou a ser estruturado por um comando composto por três militantes (Devanir, Casemiro e Guerra), e  por duas bases. A primeira, chamada "Base Eduardo Leite", era formada por Devanir, que assumiu sua coordenação, Guerra, Joaquim Seixas e Domingos Quintino dos Santos. A segunda, chamada "Base Yoshitane Fujimori" era constituída por Casemiro, seu coordenador, Gilberto Faria Lima, José Rodrigues Ângelo Júnior e Ivan Seixas. As duas filhas de Joaquim Seixas, Iara e Ieda, estiveram ligadas às bases Eduardo Leite e Yoshitane Fujimore, respectivamente, porém apenas aqueles que participavam das ações armadas eram considerados militantes da organização, razão pela qual se especula que diversas pessoas tivessem orbitado em torno da organização.
A organização estabeleceu algumas diretrizes para a realização de ações armadas, procurando conhecer o objetivo da ação, a localização na qual ela se daria, o poder de fogo e mobilização do alvo a ser atingido, buscando estar sempre em superioridade numérica e de fogo e, por fim, o fator surpresa. Além de realizar ações armadas, o MRT procurava se organizar com bases que expressassem uma fachada legal à organização. Nesse sentido, os "aparelhos" familiares do MRT foram fundamentais no auxílio aos militantes articulados na frente armada, permitindo uma fachada sobre a qual as organizações puderam agir com certa segurança e liberdade.
O MRT expressou grande preocupação em relação à segurança de seus militantes, estabelecendo uma série de diretrizes para a realização de encontros com militantes de outras organizações e para o funcionamento de seus "aparelhos". Recomendava-se que antes do encontro com outros militantes, os membros da organização chegassem quinze minutos antes do horário marcado para observar a existência ou não de anormalidades, conhecer a região do encontro e não marcá-los em lugares fixos, como bares, praças ou pontos de ônibus. Seus "aparelhos" deveriam ser estruturados de acordo com critérios de planejamento rigorosos. Os "aparelhos" de militantes deveriam ser ocupados por no máximo duas pessoas, as quais se restringiriam o conhecimento do local. Neles, não deveria permanecer nada comprometer, e deveriam ser criadas condições para que fossem alugados em nomes falsos, servindo como residência para os militantes clandestinos, sendo eventualmente usada para reuniões ou abrigo de outros militantes procurados pela repressão. Recomendava-se que pelo menos um dos ocupantes do "aparelho" soubesse dirigir, para que outros fossem levados até o local de olhos fechados, e assim, não soubessem da localização do mesmo. Os "aparelhos" de base deveriam ser os locais utilizados para reunião e deveriam guardar documentos políticos, armas e equipamento necessário às tarefas da organização. Os "aparelhos" orgânicos seriam destinados às necessidades especiais da organização, servindo como gráfica, depósito, abrigo de militantes muito procurados, posto intermediário da rede de transportes, reuniões de cúpula entre comandantes e subcomandantes. Por fim, os "aparelhos" de aliados seriam utilizados em casos de emergência e de maneira temporária, pertencendo a indivíduos não oficialmente militantes, mas que simpatizavam com a organização. Os "aparelhos" eram entendidos como centrais na organização do MRT, e fundamentais para o desenvolvimento da luta armada. Porém, apesar da diferente classificação de "aparelhos" em quatro tipos, elaborada pelo MRT, seus "aparelhos" mais importantes giravam em torno de núcleos familiares, das famílias dos trabalhadores que compunham a organização, mesclando muitos das características dos diferentes "aparelhos" tipificadas pelo grupo.
O MRT prezava pela estanqueidade entre os setores dirigentes e as bases, partindo de uma concepção de que quanto mais compartimentado os contatos e as informações entre os diferentes setores da organização, essas informações e militantes se tornariam mais vulneráveis à repressão. Quanto menos um militante soubesse, menos informações ele poderia revelar aos órgãos repressivos, caso fosse preso e exposto à torturas. As únicas ligações entre os diferentes setores do MRT deveriam ser feitas pelos seus coordenadores, e nas bases a estanqueidade deveria ser respeitada tanto quanto possível. Os militantes deveriam conhecer apenas os companheiros da base em que militavam e outros que atuassem em conjunto.
Quanto à comunicação interna da organização, destacava-se a importância da coesão política para as alianças da organização, uma vez que isso implicaria numa maior disciplina e numa política harmoniosa. A organização deveria manter essa coesão criando canais orgânicos funcionais par evitar a tendência aos contatos paralelos na solução de algumas divergências. O debate interno era livre e incentivado. Todo documento escrito por um militante deveria ser discutido na base ou no setor antes de ser impresso. O acúmulo de documentos deveria ser evitado, uma vez que poderiam impossibilitar discussões proveitosas, e a comunicação interna deveria ser o mais rápido e eficiente possível. As informações políticas e aquelas relacionadas com a segurança deveriam ser cuidadosamente encaminhadas aos escalões superiores que se encarregariam de divulgá-lo a toda a organização.